# Edern (Finistère)
Edern település Franciaországban, Finistère megyében. Lakosainak száma 2199 fő (2022. január 1.). Edern Langolen, Landudal, Briec, Gouézec, Laz, Saint-Thois és Trégourez községekkel határos.

## Népesség
A település népességének változása:
| Lakosok száma | 1567 | 1690 | 1759 | 1969 | 2202 | 2201 | 2224 | 2251 | 2235 | 2199 |
|               | 1968 | 1982 | 1990 | 2006 | 2013 | 2015 | 2017 | 2019 | 2020 | 2022 |